# Izolatorium
Izolatorium – zamknięty zakład leczniczy, czasem też sanatorium, z przeznaczeniem tylko dla chorych na jedną z chorób zakaźnych.
Izolatoria powstają najczęściej podczas epidemii lub pandemii, często wtedy, kiedy brakuje miejsc w szpitalach na oddziałach zakaźnych. Przykładem może być epidemia ospy we Wrocławiu lub pandemia COVID-19.

## Pandemia COVID-19
Na izolatoria mogą być wykorzystane budynki lub obiekty takie jak: hotele, hostele, akademiki, sanatoria itp. lub wydzielone budynki na terenie szpitali. Do izolatoriów są kierowane: osoby zakażone o łagodnym przebiegu choroby, lecz niewymagające leczenia w szpitalu; osoby, które podejrzewa się, że mogą być zakażone (np. oczekują na wynik diagnostyki laboratoryjnej w kierunku wykrycia wirusa pozostając w izolacji poza szpitalem); osoby zakażone, które mają zalecenie przebycia izolacji w domu, ale z obawy o zakażenie bliskich z grupy podwyższonego ryzyka (np. z obniżoną odpornością lub osoby starsze) nie powinny w nim przebywać, oraz osoby, które zostały przez lekarza skierowane do domowej izolacji (kwarantanny), lecz z różnych przyczyn nie mogą poddać się jej w miejscu zamieszkania.
Każdy pacjent skierowany do izolacji w izolatorium musi mieć zapewnione:
- osobne pomieszczenie z łazienką,
- zapewnioną opiekę medyczną na miejscu oraz łączność telefoniczną z personelem medycznym albo personelem izolatorium,
- dostarczone trzy posiłki w ciągu dnia.

Przebywający w izolatorium, ma prawo do:
- wizyty pielęgniarskiej – nie rzadziej niż dwa razy na dobę, w godzinach przedpołudniowych i popołudniowych; w ramach wizyty jest dokonywana ocena stanu ogólnego i pomiar temperatury ciała osoby izolowanej oraz w razie potrzeby, w porozumieniu z lekarzem, zlecenie lub zmiana zleconych przez lekarza leków,
- porady lekarskiej – w sytuacji pogorszenia stanu zdrowia lub potrzeby podjęcia decyzji o wypisaniu z izolatorium,
- testu na obecność wirusa w przypadkach uzasadnionych klinicznie,
- transportu do szpitala z powodu pogorszenia stanu zdrowia.